# Sweetheart Abbey
Sweetheart Abbey, ook wel New Abbey genoemd, is een cisterciënzer abdij, gelegen in de Schotse regio Dumfries and Galloway, in de late 13e eeuw gesticht door Vrouwe Devorgilla als in memoriam voor haar overleden echtgenoot John Balliol, vijfde baron van Balliol.

## Geschiedenis
Het moederhuis van Sweetheart Abbey is Dundrennan Abbey, dat 28 km verderop ligt. De stichting van de abdij werd op 10 april 1273 verwezenlijkt door Devorgilla, Lady van Galloway als in memoriam voor haar overleden echtgenoot John Balliol, vijfde baron van Balliol. De abdij werd gebouwd op de plaats waar de rivier Nirth uitstroomde in de Solway Firth. Het zij opgemerkt dat John Balliol ook de stichter was in 1263 van Balliol College in Oxford.
Toen haar man in 1269 stierf, had zij zijn hart laten balsemen en in een ivoren met zilveren doos geplaatst, die ze tot haar dood in 1289 bij zich hield als sweet silent companion. De vrouwe werd begraven voor het hoogaltaar samen met de doos die het hart van haar man bevatte. De monniken kozen daarom de naam Ducle Cor oftewel sweetheart voor hun abdij.
In 1292 werd de zoon van Lady Devorgilla, John Balliol gekroond tot koning van Schotland. In juli 1296 werd hij echter ontdaan van zijn koningstekenen door de Engelse koning. Hij kreeg hiervoor de bijnaam Toom Tabard (lege jas). Schotland en Engeland verzeilden hiermee in de langdurige onafhankelijkheidsoorlogen, waarin Sweetheart Abbey er niet zonder kleerscheuren vanaf kwam. Abt John, de eerste abt, sloot zich aan bij Eduard I van Engeland. In juni 1300 viel Eduard I met zijn zoon Galloway binnen en nam Caerlaverock Castle in. Nadat hij was teruggekeerd naar Engeland verbleef hij in augustus 1300 in de abdij.
In 1352 keerde David II, opvolger en zoon van Robert the Bruce terug van zijn gevangenschap in Engeland en begon aan zijn regering. De oorlogen hadden Sweetheart Abbey geen goed gedaan en reparaties waren hard nodig. Archibald Douglas, bijgenaamd the Grim, derde graaf van Douglas en sinds 1369 de nieuwe heer van Galloway, werd de nieuwe patroon van de abdij, nu de Balliols nauwelijks meer invloed hadden. Archibald was de bouwer van Threave Castle nabij Castle Douglas. Hij droeg significant bij aan de abdij.
In de turbulente tijden die volgden op het overlijden van Jacobus IV in de Slag bij Flodden in september 1513 stelden de monniken van Sweetheart Abbey zich onder de bescherming van de lokale heer, Lord Maxwell. Na de reformatie in 1560 kreeg de abdij het moeilijk, maar Lord Maxwell was een goede beschermheer. Toen hij de opdracht kreeg de abdij te verwoesten, weigerde hij dit te doen onder het mom van jeugdsentiment.
De laatste abt, Gilbert Broun of Carsluith weigerde over te gaan tot het gereformeerde geloof en bleef in de abdij. In 1603 werd hij gearresteerd en opgesloten in Blackness Castle totdat hij banningschap ging. In 1608 keerde hij wederom terug om niet veel later weer gedwongen te worden naar Frankrijk te gaan waar hij in 1612 stierf. De abdij verviel tot een ruïne, totdat een aantal lokale heren haar in 1779 opkochten om verder verval te voorkomen. In 1928 werd het beheer overgedragen aan de staat.

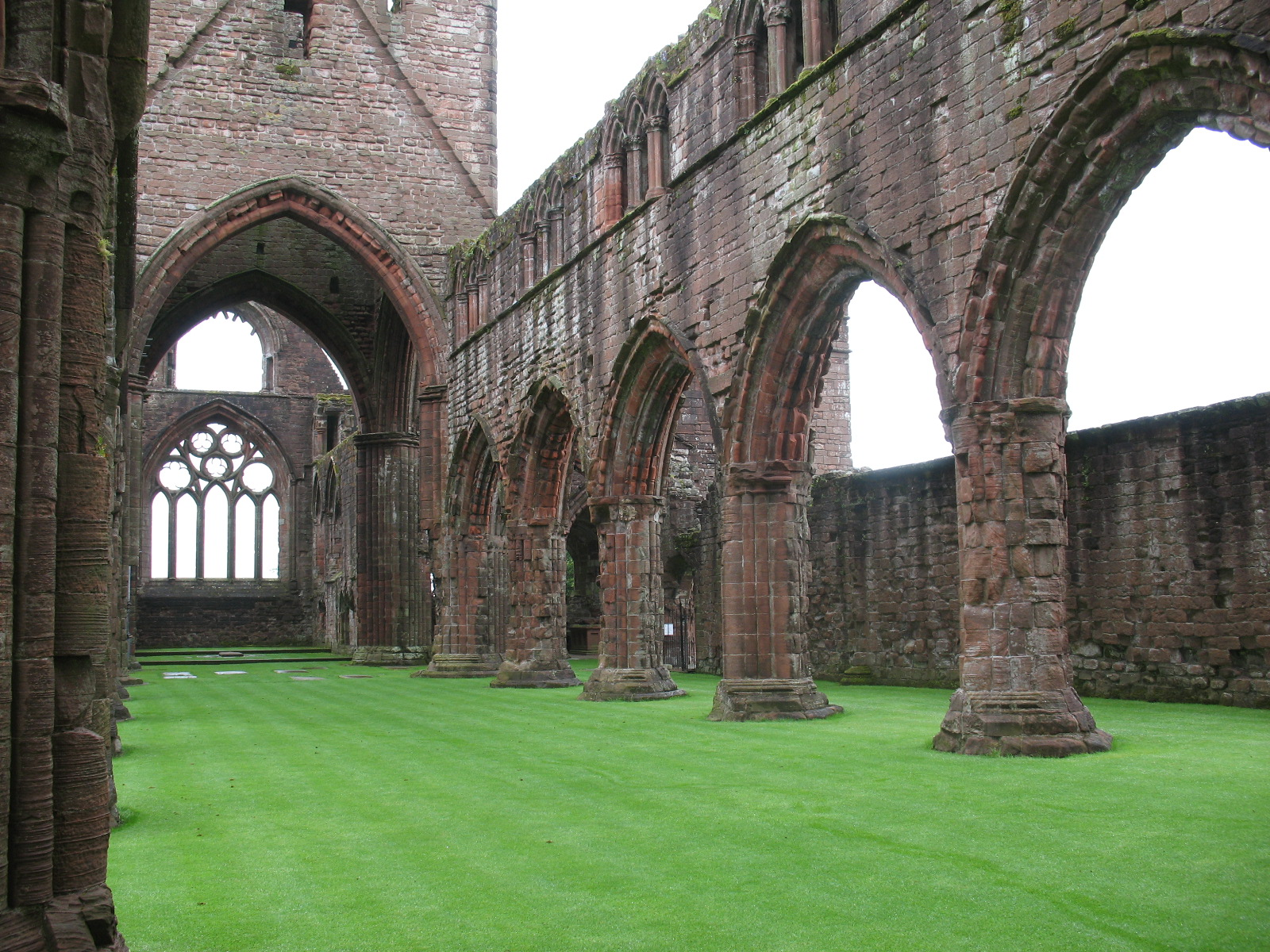
Interieur van Sweetheart Abbey

## Beheer
Sweetheart Abbey wordt sinds 1928 beheerd door Historic Scotland.